# La Chapelle-Lasson
La Chapelle-Lasson is een gemeente in het Franse departement Marne (regio Grand Est) en telt 86 inwoners (2009). De plaats maakt deel uit van het arrondissement Épernay.

## Geografie
De oppervlakte van La Chapelle-Lasson bedraagt 14,7 km², de bevolkingsdichtheid is dus 5,9 inwoners per km².
De onderstaande kaart toont de ligging van La Chapelle-Lasson met de belangrijkste infrastructuur en aangrenzende gemeenten.

## Demografie
Onderstaande figuur toont het verloop van het inwonertal (bron: INSEE-tellingen).